# Prionanthium
Prionanthium là một chi thực vật có hoa trong họ Hòa thảo (Poaceae).

## Loài
Chi Prionanthium gồm các loài: